# لندیل (کارولینای شمالی)
لندیل (به انگلیسی: Lawndale) شهری در ایالت کارولینای شمالی کشور ایالات متحده آمریکا است که جمعیت آن در سرشماری سال ۲۰۱۰ میلادی، ۶۰۶ نفر بوده‌است.